# Cinque Nazioni 1960
Il Cinque Nazioni 1960 (in inglese 1960 Five Nations Championship; in francese Tournoi des Cinq Nations 1960; in gallese Pencampwriaeth y Pum Gwlad 1960) fu la 31ª edizione del torneo annuale di rugby a 15 tra le squadre nazionali di Francia, Galles, Inghilterra, Irlanda e Scozia, nonché la 66ª in assoluto considerando anche le edizioni dell'Home Nations Championship.
Per la tredicesima volta il torneo fu condiviso da almeno due squadre: ad aggiudicarselo furono, per la venticinquesima volta, l'Inghilterra e, per la quarta volta, la Francia.
Ai fini della classifica finale, fu decisivo il pareggio 3-3 tra le due future primatiste a Colombes; con la vittoria inglese nel successivo turno sulla Scozia, oltre alla decima Calcutta Cup consecutiva e il Triple Crown, giunse anche la certezza matematica nella vittoria finale, la cui consistenza dipendeva dal successo o meno della Francia nei suoi due rimanenti incontri.
Grazie a due vittorie in altrettante partite, da parte loro, i Bleues terminarono il torneo appaiati in testa ai loro rivali d'Oltremanica, e come loro imbattuti, e condivisero il titolo.
Il valore delle marcature, come stabilito dall’IRFB nel 1948, era: 3 punti per ciascuna meta (5 se trasformata), 3 punti per la realizzazione di ciascun calcio piazzato, mark o drop.

## Nazionali partecipanti e sedi
| Squadra     | Città     | Impianto interno      |
| ----------- | --------- | --------------------- |
| Francia     | Colombes  | Stadio Yves du Manoir |
| Galles      | Cardiff   | Arms Park             |
| Inghilterra | Londra    | Twickenham            |
| Irlanda     | Dublino   | Lansdowne Road        |
| Scozia      | Edimburgo | Murrayfield           |

## Risultati
| Arbitro: | Gwynne Walters |

|              |      |                     |
| A. Smith (2) | mt   | Méricq Meyer Moncla |
| Elliot       | tr   | Vannier (2)         |
| Elliot       | c.p. |                     |

| Arbitro: | Sandy Taylor |

|             |      |               |
| Roberts (2) | mt   |               |
| Rutherford  | tr   |               |
| Rutherford  | c.p. | T. Davies (2) |

| Arbitro: | Kevin Kelleher |

|           |      |  |
| Bebb      | mt   |  |
| N. Morgan | tr   |  |
| N. Morgan | c.p. |  |

| Arbitro: | Gwynne Walters |

|            |      |          |
| Marques    | mt   | Culliton |
| Rutherford | tr   | Kiernan  |
| Sharp      | drop |          |

| Arbitro: | Sandy Taylor |

|         |      |        |
|         | mt   | Weston |
| Vannier | c.p. |        |

| Arbitro: | Gwynne Walters |

|        |      |          |
| Wood   | mt   | Thomson  |
| Hewitt | tr   |          |
|        | drop | Scotland |

| Arbitro: | D.A. Brown |

|           |      |                 |
| Murphy    | mt   | Brace Cresswell |
|           | tr   | N. Morgan (2)   |
| Kelly (2) | c.p. |                 |

| Arbitro: | Ray Williams |

|              |      |                      |
| A. Smith     | mt   | Roberts Syrett Young |
|              | tr   | Rutherford (3)       |
| Scotland (3) | c.p. | Rutherford           |
|              | drop | Sharp                |

| Arbitro: | Norman Parkes |

|           |      |                             |
| Cresswell | mt   | Celaya Dupuy Lacroix Méricq |
| N. Morgan | tr   | Albaladejo Vannier          |
| N. Morgan | c.p. |                             |

| Arbitro: | Gwynne Walters |

|                                 |      |            |
| Celaya Domenech Moncla Rancoule | mt   | Brophy (2) |
| Bouquet                         | tr   |            |
| Albaladejo (3)                  | drop |            |

## Classifica
| Pos | Squadra     | G | V | N | P | PF | PS | DP  | Pt |
| --- | ----------- | - | - | - | - | -- | -- | --- | -- |
| 1   | Francia     | 4 | 3 | 1 | 0 | 55 | 28 | +27 | 7  |
| 2   | Inghilterra | 4 | 3 | 1 | 0 | 46 | 26 | +20 | 7  |
| 3   | Galles      | 4 | 2 | 0 | 2 | 32 | 39 | −7  | 4  |
| 4   | Scozia      | 4 | 1 | 2 | 1 | 9  | 7  | +2  | 4  |
| 5   | Irlanda     | 4 | 0 | 1 | 3 | 25 | 47 | −22 | 1  |